# Sato Kilman
Meltek Sato Kilman Livtunvanu, dit Sato Kilman, né le 30 décembre 1957 à Malekula dans le Condominium franco-britannique des Nouvelles-Hébrides, est un homme d'État vanuatais. Il est le président et fondateur du Parti progressiste populaire (PPP) depuis 2001 et représente l'île de Malekula au Parlement. Il est Premier ministre du Vanuatu de décembre 2010 à avril 2011 (invalidé), de mai à juin 2011 (invalidé), de juin 2011 à mars 2013, de juin 2015 à février 2016, puis à nouveau de septembre à octobre 2023.

## Avant la politique
À l'âge de 19 ans, en 1977, alors que se profile l'indépendance du pays, Sato Kilman entame une carrière dans la police coloniale britannique, avec le grade de caporal. En 1984, quatre ans après l'indépendance, il est nommé commandant de la Vanuatu Mobile Force, les forces paramilitaires au sein de la police, dans ce pays sans armée. En 1986, il devient vice-Commissaire de la Police, puis Commissaire de la Police (à la tête des forces de police) en 1992. L'année suivante, il est remercié de ses fonctions, et entame une carrière d'homme d'affaires, dans l'exploitation forestière.

## Du PPM au PPP
Sato Kilman est élu pour la première fois au Parlement du Vanuatu pour Malekula en 1995, sous les couleurs du Parti progressiste mélanésien (PPM) de Barak Sopé (devenu Premier ministre en 1999), dont il est vice-président. Il est nommé Ministre du Programme de Réformes de fond en 1999. Il rompt avec Sopé, qui touché par un scandale politico-financier, en 2001, démissionne du gouvernement, et aide à faire voter une motion de censure contre lui. Il fonde alors son propre mouvement, le Parti progressiste populaire (PPP), ou People's Progressive Party. Il critique alors la classe politique au pouvoir pour, selon lui, ses faibles prises de position par le passé, sa faible autorité et sa corruption, et cite comme principale raison l'ayant pousser à créer le PPP la « croyance en ce que le progrès politique et économique peut uniquement être obtenu à travers des réformes au sein de la structure de domination des partis et des mesures politiques ». Il met l'accent sur le renouvellement de la classe politique, en intégrant dans sa direction de nombreux jeunes et des femmes, et sur sa moralisation.

## Un allié du VP
Il s'associe ensuite dans la nouvelle majorité dominée par le Vanua'aku Pati (VP) d'Edward Natapei, successeur de Barak Sopé au poste de Premier ministre. Il forme une plateforme commune avec le VP et le Parti fren mélanésien francophone lors des élections législatives du 2 mai 2002. Il est nommé ministre de l'Agriculture.
Aux élections législatives suivantes, le 6 juillet 2004, le PPP de Kilman remporte un certain succès et augmente considérablement sa représentation, obtenant 4 des 52 sièges du Parlement. Il soutient alors la coalition de gauche formée entre le Parti national unifié (PNU, 10 sièges) de Ham Lini et le VP d'Edward Natapei. Mais c'est pourtant Serge Vohor, chef de la conservatrice et francophone Union des partis modérés (UPM), qui est élu Premier ministre le 29 juillet 2004, avec 28 voix contre 24 à Ham Lini. Ce dernier finit par s'allier avec Vohor dans un gouvernement d'unité nationale le 20 août 2004, laissant de fait à Sato Kilman le poste de chef de l'opposition.

## Un poids lourd au Parlement

### Chef de l'opposition au gouvernement Vohor
Sato Kilman concentre ses attaques contre les tentatives de Serge Vohor d'établir des relations diplomatiques avec Taïwan. La République populaire de Chine offre depuis longtemps des aides économiques fructueuses au Vanuatu contre la non-reconnaissance officielle de la République de Chine, aux yeux de Pékin. Le changement décidé par Vohor seul le 3 novembre 2004 provoque un séisme dans la classe politique vanuataise et Kilman demande l'arrestation de représentants taïwanais qui, selon lui, menacent de dicter la politique étrangère du Vanuatu. Puis il dépose une motion de censure sur la question, que Serge Vohor tente d'invalider en estimant inconstitutionnel de tenter de renverser un gouvernement durant sa première année en exercice mais que la Cour suprême accepte dans un jugement rendu le 7 décembre 2004. La censure est adoptée trois jours plus tard, et Ham Lini est élu à la tête du nouveau gouvernement.

### Vice-Premier ministre de Ham Lini
Sato Kilman, fort d'avoir réussi à faire chuter l'administration précédente, devient vice-Premier ministre et ministre des Affaires étrangères du 11 décembre 2004 au 29 juillet 2007, dans le gouvernement de coalition dirigé par le Premier ministre Ham Lini. L'une des premières décisions de ce cabinet est d'interrompre les relations diplomatiques avec Taipei et de rétablir pleinement celles avec la République populaire de Chine, que Kilman est chargé de réchauffer.
Toutefois, en juillet 2007, trois des quatre députés du PPP (Noel Tamata de Pentecôte, Dunstan Hilton de Torba qui est lui aussi ministre et Malon Hopsmander de Malekula) sont accusés de fraude bancaire, Sato Kilman étant alors le seul élu du parti à échapper à tout soupçon. Les trois hommes sont suspendus du Parlement, et le mouvement est exclu du gouvernement : Kilman perd ainsi son poste et se retrouve isolé. Tamata et Hilton sont par la suite acquittés, mais Hopsmander est reconnu coupable de complicité dans un acte de contrefaçon, et condamné à quinze mois de prison - ternissant l'image du parti qui se voulait irréprochable.

### De nouveau figure de l'opposition
Kilman fut réélu député lors des élections législatives du 2 septembre 2008 et son parti, avec 1 978 suffrages (4,92 % des voix), retrouve quatre sièges au Parlement (outre Kilman, Dunstan Hilton retrouve son siège à Torba et sont élus pour la première fois David Areiasuv pour Paama et James Ngwango pour Ambae). Il forme ensuite le « Bloc de l'Alliance » avec tous les petits partis de cette assemblée (dont surtout la Confédération verte mais aussi des indépendants comme Ralph Regenvanu) pour servir de troisième force entre la majorité formée en octobre 2008 autour du VP d'Edward Natapei (redevenu Premier ministre), du PNU de Ham Lini et de l'UPM de Serge Vohor d'une part, et le Parti républicain de Vanuatu (PRV) de Maxime Carlot Korman qui prend la tête de l'opposition d'autre part.
En mars 2009, il devint officiellement chef de l'Opposition parlementaire. Son « Bloc de l'Alliance » étant désormais fort de 11 députés, il peut ainsi déloger de cette position Maxime Carlot Korman, qu'il accuse de plus de traiter en coulisse pour intégrer la majorité (ce qui est fait au mois de juin de la même année, Carlot Korman obtenant alors la présidence du Parlement).

### Vice-Premier ministre de Natapei
En novembre 2009, toutefois, le Premier ministre Edward Natapei provoque un renversement d'alliance au sein de sa majorité et remanie son gouvernement le 5 décembre suivant : il en exclut le Parti national unifié (touché par plusieurs scandales) ainsi que le Parti républicain, accusant ces partis de préparer une motion de censure contre lui, et s'associe désormais avec le « Bloc de l'Alliance » dont le nombre de membres est passé à 16 parlementaires. Kilman devint ainsi vice-Premier ministre et Ministre du Commerce et de l'Industrie,,.

## Premier ministre

### De 2010 à 2013
Le 2 décembre 2010, il obtient la destitution de Natapei (alors que celui-ci vient de quitter le Vanuatu pour se rendre à la conférence de Cancún sur le climat) par une motion de censure, et il est choisi par les députés pour le remplacer au poste de Premier ministre. Sa coalition est alors formée des 14 membres de son « Bloc de l'Alliance » (soit les 4 députés du PPP, des 2 de la Confédération verte, des uniques parlementaires du Parti de l'action populaire, du PPM, de l'Alliance des Bergers, du Parti des agriculteurs républicains de Vanuatu pour le progrès et du Parti national du Vanuatu, ainsi que des quatre indépendants), du Parti national unifié (7 sièges, son président Ham Lini étant vice-Premier ministre), du Parti républicain de Vanuatu (7 élus) ainsi que deux membres dissidents du Vanua'aku Pati (Harry Iauko et, jusqu'au 10 mars 2011, Yoanne Simon). L'UPM (8 sièges) rejoint cette majorité quelques jours après sa formation, mais la quitte dès le 10 février 2011, en même temps que le Parti républicain (qui la réintègre toutefois le 10 mars suivant). Une fois au pouvoir, il nomme notamment trois commissions d'enquête sur des institutions importantes du pays : sur une compagnie d'acconage, sur la police et sur la sécurité du Vanuatu.
Il est lui-même destitué via une motion de censure initiée par Edward Natapei le 24 avril 2011 (le dimanche de Pâques), par vingt-six voix contre vingt-cinq, et Serge Vohor, président de l'UPM, le remplace. Sur les sept élus du Parti républicain, seuls trois (dont les deux ministres Marcellino Pipite et Alfred Carlot) lui sont restés fidèles. Il est rétabli dans ses fonctions le 13 mai 2011 après l'invalidation de l'élection de Serge Vohor qui n'avait recueilli qu'une majorité simple au lieu de la majorité absolue. Il retrouve la majorité absolue grâce au ralliement de deux dissidents de l'opposition qui entrent en échange au gouvernement : Stephen Kalsakau de l'UPM qui devient ministre des Terres et des Ressources naturelles le 14 mai et Willie Reuben Abel du Vanua'aku Pati le 17 mai. Sato Kilman réussit ainsi à survivre à une nouvelle motion de confiance le 20 mai suivant, obtenant 27 votes en sa faveur contre 25 pour Serge Vohor (Maxime Carlot Korman, qui s'était abstenu le 24 avril, à cette fois voté la censure). Il appelle toutefois à l'organisation d'élections législatives anticipées « aussi vite que possible » afin d'éviter que cette situation instable se prolonge.
Son retour au pouvoir est toutefois invalidé le 16 juin de la même année, cette fois par un jugement du président de la Cour suprême, Vincent Lunabek, déclarant que son élection en décembre 2010 n'avait pas été conforme aux dispositions sur le vote des députés à bulletin secret prévues par l'article 41 de la Constitution. Son élection est ainsi rendue nulle et non avenue, et Edward Natapei est restauré Premier ministre par intérim, chargé de convoquer le Parlement pour l'élection d'un nouveau chef de gouvernement,.
Le 26 juin 2011, Kilman est élu Premier ministre par le Parlement, avec vingt-neuf voix contre vingt-trois pour Serge Vohor. Il reforme le gouvernement qu'il avait remanié le 17 mai précédent. Le 26 octobre 2011, son gouvernement fait adhérer le Vanuatu à l'Organisation mondiale du commerce (OMC), ce qui provoque sa rupture avec Ralph Regenvanu en janvier 2012.
Le 11 octobre 2012, la Commission électorale annonce la liste des 174 candidatures validées pour les élections législatives du 30 octobre suivant. À la surprise générale, la liste omet le premier ministre Sato Kilman, l'ancien premier ministre Barak Sopé, l'ancien président du Parlement Dunstan Hilton, ou encore l'ancien ambassadeur vanuatais en République populaire de Chine Willie Jimmy. La Commission précise que ces personnes (entre autres) doivent régler diverses dettes envers l'État dans les soixante-douze heures pour que leurs candidatures soient validées,. Cette même journée, Sato Kilman paie la somme de 13 000 000 vt (≈110 000 €), correspondant à ses loyers impayés pour logement public depuis 1994.
Les propositions phares de sa campagne sont de réduire le nombre de sièges au Parlement, d'accroître les allocations des députés, d'allonger la législature à cinq ans et de permettre la vente de terres. Finalement, le jour du scrutin, Sato Kilman est réélu dans la circonscription de Malekula, et le PPP obtient en tout 6 députés soit 2 de plus qu'en 2008, et n'a plus que deux sièges de différence avec le Vanua'aku Pati d'Edward Natapei qui arrive ainsi, de peu, en tête. Quoi qu'il en soit, comme à l'accoutumée depuis les années 1990, aucun parti ne s'approche de la majorité absolue des sièges (27) et un gouvernement de coalition doit donc être formé. Le 6 novembre 2012, un « Mémorandum de compréhension » est signé par neuf partis, essentiellement issus de la majorité sortante, dans le but de constituer une coalition : le PPP, le PNU, la Confédération verte, le Nagriamel, le Groupe Iauko, le Natatok, le Parti républicain, le Parti national et le PDPV. Une telle alliance, avec 24 sièges, n'atteint pas encore la majorité absolue nécessaire. Celle-ci est finalement dépassée par le ralliement également du Mouvement de réunification pour le changement (dissidents de l'UPM)
de Charlot Salwai, lui aussi membre de la coalition sortante, et de deux indépendants. Le 19 novembre 2012, Sato Kilman est réélu Premier ministre par 29 voix contre 23 à Edward Natapei, et George Wells (issu du parti de Kilman, et ministre du gouvernement sortant) devient président du Parlement en obtenant le même nombre de voix.
Le 20 mars 2013, le gouvernement subit la défection de huit députés de sa majorité, dont deux ministres (Marcellino Pipite, ministre du Commerce autochtone, et Thomas Laken, ministre de la Justice). Le lendemain, Kilman annonce sa démission, reconnaissant ne plus avoir de majorité parlementaire. Le 23 mars, le Parlement choisit Moana Carcasses Kalosil, dirigeant du parti de la Confédération verte, pour lui succéder.

### De 2015 à 2016
En mai 2014, le Parlement contraint Carcasses à la démission, et le remplace par Joe Natuman, qui nomme Sato Kilman ministre des Affaires étrangères. Début 2015, Natuman et Kilman sont en désaccord quant à la position à adopter sur la question de la Papouasie occidentale, province sous souveraineté indonésienne. Fidèle à la tradition du Vanuatu, Natuman soutient les indépendantistes de cette province, et les mouvements militant pour les droits des Papous. Kilman, pour sa part, « est réputé pour être proche de l’Indonésie ». Lorsque Kilman fait savoir qu'il serait prêt à voter la destitution de Natuman, ce dernier le limoge. Le 11 juin 2015, Kilman parvient à constituer une majorité au Parlement pour contraindre Natuman à la démission, et reprend la tête du gouvernement.
Son vice-Premier ministre, Carcasses, est rapidement accusé par la justice d'avoir soudoyé des députés pour renverser Natuman. Carcasses est reconnu coupable de corruption, aux côtés de treize autres députés de la majorité parlementaire, le 9 octobre. Parmi les députés reconnus coupables se trouvent également le ministre des Affaires étrangères Serge Vohor, le ministre des Services publics Tony Nari, le ministre des Terres Paul Telukluk, le ministre du Changement climatique Thomas Laken, le ministre de la Jeunesse et des Sports Tony Wright, et le président du Parlement Marcellino Pipite. Pipite, exerçant la présidence de la République pendant que le président Baldwin Lonsdale est à l'étranger, se gracie immédiatement lui-même, ainsi que ses treize collègues ; seul le ministre des Finances Willie Jimmy, le seul à avoir plaidé coupable et dont le procès s'était donc achevé avant les autres, n'est pas gracié. De retour au Vanuatu quelques heures plus tard, le président Lonsdale réagit avec colère, s'interroge publiquement sur la légalité de l'acte de Pipite, et promet de « nettoyer » la situation pour lutter contre la corruption et s'assurer que personne ne soit au-dessus des lois. Le 16 octobre, alors que Kilman conserve le silence, Lonsdale annule la grâce accordée aux quatorze députés, pour motif constitutionnel (le droit de grâce ne porte que sur l'application d'une peine, et non sur une condamnation en soi). Les ministres Paul Telukluk, Tony Nari, Thomas Laken et Tony Wright, ainsi que Marcellino Pipite et six députés d'arrière-ban sont immédiatement arrêtés pour conspiration à pervertir le cours de la justice (pour avoir orchestré cet usage illégal du droit de grâce). Les ministres arrêtés sont limogés par Kilman.
Le 22 octobre, Moana Carcasses est condamné à quatre ans de prison ferme pour corruption. Serge Vohor, Marcellino Pipite et les autres ministres et députés reconnus coupables sont condamnés à trois ans de prison ferme, sauf Willie Jimmy, condamné à vingt mois de prison avec sursis. Le 27 octobre, Kilman s'exprime pour la première fois en public, et critique la décision de la justice, « se demandant si elle [a] été rendue équitablement pour chacun des prévenus ». Sommé par le président Lonsdale de former un gouvernement d'unité nationale, puisque la moitié de ses députés viennent de perdre leur siège à la suite de leur condamnation, il se déclare indisponible pour rencontrer les députés d'opposition.
Kilman ayant maintenu son refus de former un gouvernement d'union nationale, le président Lonsdale dissout le Parlement le 24 novembre. Des élections anticipées se tiennent en janvier 2016. Charlot Salwai forme un gouvernement de coalition de dix partis, tandis qu'Ishmael Kalsakau devient le chef de l'opposition parlementaire, avec Sato Kilman pour second.
Les élections de 2022 permettent à Sato Kilman de retrouver une place au gouvernement, comme vice-Premier ministre du nouveau Premier ministre Ishmael Kalsakau. Il est limogé en mai 2023.

### En 2023
Le 15 août 2023, l'opposition parlementaire menée par Bob Loughman, qui reproche à Ishmael Kalsakau à la fois d'avoir accru le salaire minimum et d'avoir potentiellement compromis les relations économiques du Vanuatu avec la Chine en signant un accord de coopération avec l'Australie en matière de sécurité intérieure et de défense, vote une motion de défiance à son encontre au Parlement, adoptée par vingt-six voix contre vingt-trois. Après une période d'incertitude juridique, la Cour suprême confirme le 4 septembre que vingt-six voix suffisent pour renverser le gouvernement, et le mandat d'Ishmael Kalsakau comme Premier ministre prend fin. Les députés élisent Sato Kilman, qui souhaite resserrer les relations du pays avec la Chine, à sa succession,,. Le 2 octobre, Sato Kilman et ses partisans boycottent une séance du Parlement appelée à débattre d'une motion de censure, forçant un ajournement au 6 octobre en raison de l'absence de quorum. À cette date, la motion est adoptée par 27 voix contre 0 et Charlot Salwai est élu Premier ministre par 29 voix.